# Pierre Vernimmen
Pierre Vernimmen, né le 12 avril 1946 et mort le 28 décembre 1996, est un économiste français, professeur au Groupe HEC et directeur du département conseil de la banque de finance Paribas. Il est l'auteur de Finance d'Entreprise, un manuel de référence en comptabilité financière d'entreprise.

## Biographie
Il est diplômé de l'École des hautes études commerciales de Paris en 1968 et de la Harvard Business School (International Teaching Program).
Il enseigne au Groupe HEC dès 1968, devenant à 23 ans le premier coordinateur de l'équipe fondatrice du département de finance d'HEC. Il y développe les enseignements de finance d'entreprise et s'impose très vite dans la finance par ses percées conceptuelles. Il élabore de nombreux cas, recrute et forme des enseignants, développe de nouveaux enseignements en finance d’entreprise, sa matière de prédilection, mais également en gestion bancaire, et collabore à plusieurs cours dans le domaine des marchés de capitaux.
Après avoir convaincu le département Ressources Humaines de Paribas de former ses cadres à HEC, il rejoint lui-même Paribas en 1973, où il effectue sa carrière, tout d’abord au département industriel (prises de participations) puis dans le département « conseil » (fusions-acquisitions), qu’il crée et dirige de 1993 à son décès fin 1996. Pierre Vernimmen est ainsi été l’artisan de nombreux rapprochements d’entreprises (Louis Vuitton et Moët Hennessy par exemple), de tours de table (M6, Virgin Megastore...) et de financement de films (les Nuits fauves, Cyrano de Bergerac...),.
Parallèlement, Pierre Vernimmen publie son ouvrage, Finance d'entreprise, en langue française, vendu à plusieurs dizaines de milliers d'exemplaires et dont les douze éditions en vingt-quatre ans témoignent de son succès. Pascal Quiry et Yann Le Fur, eux-mêmes professeurs de finance à HEC et banquiers d'affaires, poursuivent aujourd'hui l'œuvre entreprise par Pierre Vernimmen. Le Vernimmen, véritable référence, est un manuel de gestion qui couvre l’ensemble des domaines de la finance d’entreprise en partant à la fois de l’analyse des données comptables et des techniques de marché pour conduire à une analyse rigoureuse de toute décision financière sous ses aspects théoriques et pratiques. 
Il est un véritable outil pédagogique. Chaque chapitre de l’ouvrage est suivi d’un résumé, de questions et d’exercices actualisés avec leurs corrigés ainsi que d’une bibliographie sélective. Cet ouvrage a été traduit en langue anglaise sous le titre "Corporate Finance - theory & practice" chez John Wiley & sons. Il est cosigné avec Pascal Quiry, Yann Le Fur, Maurizio Dallocchio, & Antonio Salvi. Le site Internet lié à l'ouvrage constitue par ailleurs un outil, complémentaire à celui-ci. Outre les lettres mensuelles, le site propose graphiques, statistiques, corrigés d'exercice et un glossaire.

## Œuvres
- Finance d'entreprise - Pascal Quiry, Yann Le Fur (Dalloz, 2015)
- Corporate Finance : theory & practice - Pierre Vernimmen, Pascal Quiry, Yann Le Fur, Maurizio Dallocchio, Antonio Salvi (John Wiley & Sons, 2014 4th. edition)
- Finance d'entreprise : Analyse et gestion - Pierre Vernimmen (Dalloz, 1988)
- Gestion et politiques de la banque - Pierre Vernimmen (Dalloz, 1981)
- Finance d'entreprise, logique et politique - Pierre Vernimmen (Dalloz, 1976)
- Gestion bancaire : nouvelles méthodes et pratiques - Michel Schlosser, Pierre Vernimmen (Dalloz, 1974).
- Validité de la méthode des ratios - Edward Altman, Michel Margaine, Michel Schlosser, Pierre Vernimmen (CESA, 1974).
- Secteur bancaire - André Boisard, Pierre Vernimmen, Henri Proglio, René Proglio (Editions Dafsa, 1972)